# Stefano Scodanibbio
Stefano Scodanibbio (Macerata, 18 giugno 1956 – Cuernavaca, 8 gennaio 2012) è stato un contrabbassista e compositore italiano.

## Biografia
Come scrive nelle note di copertina del cd Geografia amorosa, Scodanibbio intende la propria musica come
La sua opera di compositore ruota principalmente intorno al contrabbasso, strumento che suona con perizia riconosciuta vertendo sulla ricerca di nuove sonorità a partire principalmente dagli armonici naturali dei suoni secondo la concezione di una musica radicata nelle qualità e nelle caratteristiche proprie dello strumento stesso.
Studia contrabbasso con Fernando Grillo e composizione con Fausto Razzi e Salvatore Sciarrino. Grillo aveva ideato un dettagliato sistema di notazione per controllare ogni aspetto della composizione per il contrabbasso che affascina il suo allievo grazie alla padronanza che permetteva malgrado la complessità delle nuove sonorità. È sotto l'influenza del suo maestro che Scodanibbio scrive una delle prime composizioni, e/statico per contrabbasso solo (1980), che presenta notevoli similarità con Paperoles (1976) di Grillo, soprattutto nella dissezione degli oggetti sonori.
Fin da giovanissimo si adopera per la rinascita del contrabbasso (il contrabbassista norvegese Håkon Thelin parlerà in proposito di “folk music per il contrabbasso”) e per divulgare le nuove tendenze della musica contemporanea europea e americana.
Nel 1983 fonda e da allora dirige la "Rassegna di Nuova Musica di Macerata". Dopo un inizio fortunato, gli spettatori della Rassegna diminuiscono drasticamente; Scodanibbio riesce comunque a riempire di nuovo un teatro semivuoto caratterizzando alcune edizioni con musiche provenienti dall'America. In generale, nei programmi delle varie edizioni dà spazio alla dodecafonia e al minimalismo, con composizioni di Luciano Berio, Maurice Ravel, Charles Ives, Iannis Xenakis, Elliott Carter, il suo amico personale Julio Estrada e altri.
Nella sua carriera ha composto oltre 60 lavori, quasi tutti per strumenti ad arco. Rispetto all'organico classico del quartetto d'archi (viola, due violini e violoncello) Scodanibbio fa riferimento a quello che chiama “vero quartetto d'archi”, nel quale un violino è sostituito dal contrabbasso: a tutte le combinazioni possibili fra coppie di questi quattro strumenti sono dedicati i Six Duos scritti fra il 1990 e il 1994 e incisi nel 2001.
(John Cage)
Oltre che esecutore tecnicamente dotato e compositore innovativo, Stefano Scodanibbio è un intellettuale completo, trovando spesso ispirazione nella letteratura e nella speculazione filosofica.  Il saggio La fine del pensiero di Giorgio Agamben gli fornisce riflessioni per la composizione intitolata Oltracuidansa (per contrabbasso e nastro a 8 piste con registrazioni basate su materiali sonori prodotti dal contrabbasso); per Scodanibbio quello di Agamben è un testo che spinge a riconoscere che non è possibile trovare un linguaggio adeguato al pensiero, perlomeno non un linguaggio verbale. Sempre il saggio di Agamben è alla base dell'omonimo ballet scritto in collaborazione con il ballerino e coreografo Hervé Diasnas, per contrabbasso e nastro (1998), che contiene il movimento Marche bancale.
Hanno scritto per lui Brian Ferneyhough, Salvatore Sciarrino, Sylvano Bussotti, Iannis Xenakis, Fernando Mencherini, Gérard Grisey, Giacinto Scelsi, Roberto Paci Dalò, Emanuele Pappalardo e Julio Estrada. Ha collaborato a lungo con Luigi Nono.
Suona regolarmente in trio con Rohan de Saram e Markus Stockhausen. Dal 1996 insegna contrabbasso ai Darmstadt Ferienkurse. Di particolare importanza le collaborazioni con il musicista Terry Riley e il pianista Fabrizio Ottaviucci, nonché con i coreografi e danzatori Virgilio Sieni, Patricia Kuypers, Hervé Diasnas, i poeti Edoardo Sanguineti, Gian Ruggero Manzoni e l'artista Gianni Dessì.
Nel 2002 esegue Oltracuidansa di sua composizione al Teatro Lauro Rossi per lo Sferisterio di Macerata.
Nell'ultima parte della sua vita ha vissuto principalmente a Pollenza con la moglie. Ammalatosi gravemente di sclerosi laterale amiotrofica, diagnosticata nel 2010, ha scelto di trascorrere gli ultimi giorni in Messico, paese da lui molto apprezzato; tanto che le sue ceneri sono state, per sua volontà, sparse nei giardini di due musicisti locali suoi amici:
(Ana Lara, La Jornada)

## L'opera
(Ana Lara)
La tecnica di Stefano Scodanibbio sul contrabbasso utilizza il pizzicato in alternanza a suoni “stirati” sugli strumenti a corda, corde bloccate per favorire i glissando, modifiche audaci dei registri consueti, alternanza di lieve percussione con passaggi “danzanti”. Nella composizione, lavora su una costruzione a incastro di momenti sonori che esalta le parti monotimbriche dei singoli strumenti, con alternanza di linee melodiche che si sovrappongono. I registri più bassi si inseriscono con sonorità dell'effetto lugubre.
(Enzo Restagno)
La novità di Scodanibbio compositore è nell'uso raffinato degli armonici in ogni punto della corda, comprese la parte bassa e mediana della tastiera, con un interscambio tra toni “ordinari” e i loro armonici. Il compositore stesso ha più volte sottolineato le similitudini tra la propria tecnica sugli armonici e le percussioni tabla diffuse nel subcontinente indiano.

## Catalogo delle opere
- 1979 — Oriente-Occidente, Contrabbasso solo : 20'
- 1980 — e/statico, Contrabbasso solo: 7'
- 1980 — Strumentale, Contrabbasso solo: 9'
- 1980/1981 — Techne, Due chitarre : 8'
- 1981/1982 — Verano de suerte, Chitarra solo : 7'
- 1981/1983 — Sei Studi, Contrabbasso solo: 22'
- 1985 — Due pezzi brillanti, Contrabbasso solo: 8'
- 1985 — Joke 85, Violoncello solo : 4'
- 1984—1986 — Delle più alte torri, Violoncello solo : 15'
- 1986 — Alisei, Contrabbasso solo: 9'
- 1985—1987 — Visas, Quartetto d'archi : 20'
- 1984—1988 — Quando le montagne si colorano di rosa, Due chitarre : 10'
- 1986—1988 — My new address, Violino solo : 13'
- 1986—1989 — Tre Impromptu, Viola solo : 9'
- 1989—1990 — Doppelselbstbildnis, Contrabbasso e sette strumenti : 13'
- 1990-1994 - Six Duos, Strumenti ad arco : 60'
  - 1990 — Jardins d'Hamilcar, Contrabbasso e violino : 11'
  - 1991 — Escondido, Violino e violoncello : 7'
  - 1991 — Quodlibet, Viola e Violoncello : 10'
  - 1992 — Composte terre, Violino e Viola : 7'
  - 1992 — Western Lands, Violoncello e Contrabbasso : 13'
  - 1994 — Humboldt, Viola e Contrabbasso : 12'
- 1992 — Dos abismos, Chitarra solo : 13'
- 1993 — Visas per Vittorio Reta, radiodramma : 30'
- 1993 — H, Nastro : 3'
- 1994 — Geografia amorosa, Contrabbasso solo :7' (versione con effetti elettronici live : 10')
- 1995 — Mar dell'oblio, Violino, Violoncello e Contrabbasso : 15'
- 1997 — Postkarten, voce recitante e Contrabbasso : 30'
- 1997 — Ecco — 21 cartoline per Edoardo Sanguineti, Contrabbasso solo : 20'
- 1979—1997 — Voyage that Never ends, Contrabbasso solo : 45'
  - 1 Voyage started
  - 2 Voyage interrupted
  - 3 Voyage continued
  - 4 Voyage resumed
- 1998 — One says Mexico, radiodramma : 50'
- 1998 — La fine del pensiero. Ballet, Contrabbasso e nastro : 60'
- 1999 — Lugares que pasan, Quartetto d'archi : 18'
- 2000 — Altri Visas, Quartetto d'archi : 20'
- 2001 — Plaza, Quattro trombe : 10'
- 2001 — Alfabeto apocalittico, voce recitante e Contrabbasso : 24'
- 2001 — Only connect, Pianoforte solo : 11'
- 2001 — Ritorno a Cartagena, Flauto solo : 8'
- 1997—2002 — Oltracuidansa, Contrabbasso e nastro : 60'
- 2002 — Wie der Wind es trägt, Violino, viola e violoncello : 15'
- 2002 — Da una certa nebbia, Due contrabbassi : 17'
- 2003 — Terre lontane, Nastro, pianoforte, contrabbasso, effetti elettronici e proiezioni video : 22'
- 2003 — Mas lugares (sui madrigali di Monteverdi), Quartetto d'archi : 18'
- 2004 — Lucida sidera, Quartetto di sassofoni : 10'
- 2004 — Je m'en allais — Scene I from «Il cielo sulla terra», Violino, viola, 2 violoncelli, 2 contrabbassi e nastro registrato : 10'
- 2005 — Amores — Scene IV from «Il cielo sulla terra», Chitarra elettrica, violino, viola, 2 violoncelli, 2 contrabbassi : 11'
- 2005 — Itinerario Y Comentarios, (Voyage Started — Versione per sei voci e contrabbasso) : 21'
- 2005 — Voyage resumed, Flauto contralto e nastro registrato 11'
- 2004—2006 — Il cielo sulla terra, Teatro musicale per 2 danzatori, 15 bambini, 10 suonatori, effetti elettronici e video : 70'
- 2006—2007 — Sì come nave pinta da buon vento — Cantata del vento buono, 3 soprani, 2 pianoforti, percussioni e voce recitante : 30'
- 2007 — Avvicinamenti, materiali per improvvisare, Ensemble variabile, durata variabile
- 2007 — & Roll, Contrabbasso solo : 20'
- 2007 — Vanishing Places, 12 archi (3,3,2,2,2) : 18'
- 2008—2009 — Interrogazioni, Contrabbasso solo : 40'
- 1993—2010 — Concertale (new version), Contrabbasso, orchestra d'archi e percussioni : 14'
- 2006—2010 — Lawless Roads, Pianoforte solo : 10'
- 2005—2010 — In nomine,  Flauto, clarinetto, oboe, pianoforte, violino, viola e violoncello : 5'
- 2010—2011 — Ottetto, 8 contrabbassi : 40'

### Versioni e trascrizioni
- 2002 — Luciano Berio: Sequenza XIVb — Versione per Contrabbasso di Stefano Scodanibbio, Contrabbasso solo : 14'
- Canzoniere messicano, Quartetto d'archi : 18':
  - 2004 — Consuelo Velásquez: Bésame mucho
  - 2005 — José López Alavés: Canción Mixteca
  - 2006 — José Alfredo Jiménez: Cuando sale la luna
  - 2008 — German Bilbao: Sandunga
  - 2009 — Traditional: La llorona,
- 2007—2008 — Johann Sebastian Bach: Contrapunctus I, IV e V (dall’Arte della fuga), Quartetto d'archi : 25'
- 2007—2008 — Claudio Monteverdi: Due Madrigali, 12 Strings (3, 3, 2, 2, 2) 6'
  - Io mi son giovinetta
  - Quel augellin che canta
- Quattro Pezzi Spagnoli, Quartetto d'archi : 16'
  - 2009 — Miguel Llobet: El testament d'Amèlia
  - 2009 — Dionisio Aguado: Andante dall'Opera 13, Libro 3
  - 2009 — Fernando Sor: Studio op. 35 n. 22,
  - 2009 — Francisco Tárrega: Lágrima
- 2010 — Terry Riley : In D (versione per archi in Do) * Per un numero qualsiasi di contrabbassi — durata variabile

## Discografia[11]
- 1997 - Lazy Afternoon among the Crocodiles - Terry Riley & Stefano Scodanibbio (CD - Pierrot Lunaire)
- 1998 - Voyage That Never Ends (CD - New Albion)
- 1998 - One says Mexico  (CD)
- 1999 - Postkarten - Stefano Scodanibbio & Edoardo Sanguineti (CD)
- 2000 - Geografia amorosa (CD - Bad Wiessee/col legno)
- 2001 - Six Duos  (CD - New Albion)
- 2001 - Visas per Vittorio Reta (CD)
- 2004 - My new address (CD - Stradivarius)
- 2005 - Diamond Fiddle Language - Terry Riley & Stefano Scodanibbio (CD - Magonza/Wergo)
- 2006 - Visas per Vittorio Reta - Cd allegato al libro Visas e altre poesie di Vittorio Reta (CD - Le Lettere Firenze)
- 2010 - On Debussy's Piano And... - Thollem/Scodanibbio (CD - die Schachtel)
- 2010 - Oltracuidansa (CD - Mode Records New York)